# Список умерших в 1823 году
См. также: Категория:Умершие в 1823 году
- Николай Александрович Наумов — российский государственный деятель, 12-й губернатор Рязанской губернии, глава города Таганрог (род. 1780).

## Январь
- 13 января — Эрнст Фридрих Вильгельм Филипп фон Рюхель, прусский генерал (род. 1754).
- 26 января — Эдуард Дженнер, английский врач, основоположник оспопрививания (род. 1749).

## Февраль
- 17 февраля — Фридрих Генрих Фердинанд Эмиль Клейст, прусский фельдмаршал (род. 1762).

## Март
- 14 марта — Шарль Франсуа Дюмурье дю Перье, французский генерал и политик периода Великой французской революции (род. 1739).

## Май
- 2 мая — Томас Дейви — британский морской офицер и колониальный администратор в Австралии.
- 24 мая — Франц Адам фон Вальдштейн (64) — австрийский ботаник из графского рода Вальдштейнов.

## Август
- 2 августа — Лазар Никола Карно, французский политический и военный деятель (род. 1753).
- 20 августа — Пий VII, в миру Грегорио Луиджи Барнаба Кьярамонти), папа римский (род. 1742).

## Сентябрь
- 11 сентября — Давид Рикардо, английский экономист, классик политической экономии (род. 1772).

## Октябрь
- 30 октября — Эдмунд Картрайт, английский изобретатель (род. 1748).

## Ноябрь
- 7 ноября — Рафаэль дель Риего-и-Нуньес, испанский генерал и политический деятель (род. 1784).
- 9 ноября — Василий Васильевич Капнист, русский писатель (род. 1758, по другим сведениям 1757).

## Декабрь
- 3 декабря — Джованни Баттиста Бельцони (45) — итальянский путешественник и авантюрист, стоявший у истоков создания крупных коллекций египетского искусства в Западной Европе (род. 1778).
- 16 декабря — Иван Михайлович Долгоруков (Долгорукий), князь, русский государственный деятель, поэт и драматург (род. 1764).